# Трёхполосый луциан
Трёхполосый луциан или бурополосый луциан, или луциан-себа (лат. Lutjanus sebae) — вид лучепёрых рыб из семейства луциановых, обитающий в Индийском океане и западной части Тихого океана. Максимальная длина тела 116 см. Имеет промысловое значение.

## Ареал и места обитания
Распространены в Индийском и западной части Тихого океанов (прибрежные воды Мозамбика, Танзании, Кении, Сомали, Мадагаскара, Сейшельские острова, Красное и Аравийское моря, у западного и восточного побережий Индостана, в Бенгальском заливе, у берегов Индонезии, берегов острова Новая Гвинея, Филиппинских островов, в Южно-Китайском море, в прибрежных водах Тайваня и южной Японии, у побережья Западной и Северной Австралии).
Обитают вблизи коралловых и скалистых рифов, часто посещают расположенные недалеко от рифов выровненные участки с песчаными, галечниковыми и ракушечными грунтами. Иногда откочёвывают от берега в открытые воды.

## Описание
Тело очень высокое, максимальная высота укладывается 2,1—2,4 раза в стандартную длину тела, покрыто мелкой ктеноидной чешуёй. Голова крупная, её длина укладывается 2,3—2,5 раз в стандартную длину тела, дорсальный профиль головы наклонный. Профиль рыла прямой или немного выпуклый. Рот большой и конечный. Глаза маленькие. На каждой челюсти узкими рядами расположены щетиновидные зубы. На верхней челюсти есть два клыковидных зуба. Зубы на сошнике расположены в форме полумесяца или треугольника. Язык гладкий, без зубов. В спинном плавнике 11 колючих и 15—16 мягких лучей. В анальном плавнике три жёстких и 10 мягких лучей. Задняя часть спинного и анального плавников заострённые. Грудные плавники длинные, их окончания заходят за анальное отверстие. Хвостовой плавник слегка выемчатый. В боковой линии 46—50 чешуй. На нижней части первой жаберной дуги 10—12 жаберных тычинок (включая рудиментарные), общее количество жаберных тычинок на первой жаберной дуге 16—19.

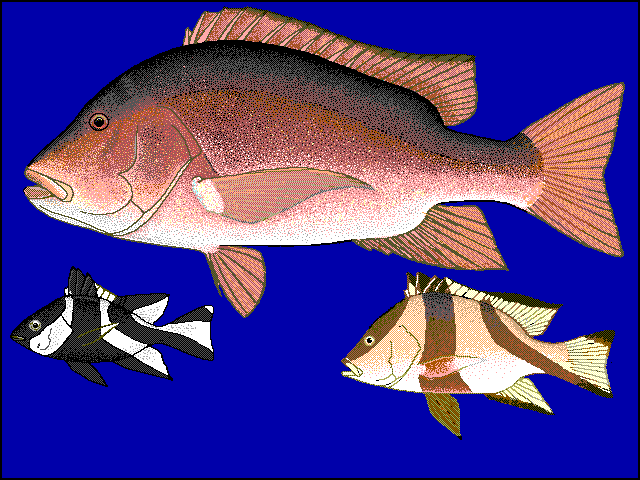
Схематическое изображение вариаций окраски молоди, неполовозрелых и взрослых особей трёхполосого луциана

Окраска тела взрослых особей трёхполосого луциана однотонная, красная или розовая. У молоди и неполовозрелых особей по телу и голове проходят три широких полосы красного или розового цвета. Первая полоса идёт от начала спинного плавника через глаз до окончания рыла; вторая полоса протягивается от середины колючей части спинного плавника через тело и брюшные плавники и далее до брюха; третья — от основания последнего колючего луча спинного плавника наискосок вниз и далее через хвостовой стебель и вдоль нижней части хвостового плавника. Через верх мягкой части спинного плавника идёт также красная полоса.

## Биология
Достигают половой зрелости при длине около 50 см. У берегов Новой Каледонии нерестятся весной и летом (декабрь—март), а у побережья восточной Африки — с сентября по март.
Питаются мелкими рыбами, крабами, креветками, стоматоподами, червями, гастроподами, цефалоподами. По мере роста в составе рациона возрастает доля рыб.

## Взаимодействие с человеком
Промысловое значение имеет только в районе Сейшельских островов, в северо-восточной части Бенгальского залива и у побережья Вьетнама. Ловят тралами, ловушками и крючковой снастью. Мясо белое, слоистое, вкусное. Реализуется в свежем, охлаждённом и мороженом виде. При употреблении в пищу трёхполосого луциана отмечались случаи заболевания сигуатерой. Популярный объект спортивной рыбалки. Содержится в некоторых публичных аквариумах.